# Banepa colligalis
Banepa colligalis là một loài bướm đêm trong họ Crambidae.